# Gdyně
Gdyně (polsky Gdynia, kašubsky Gdiniô, německy Gdingen) je město na severu Polska v Pomořském vojvodství na břehu Baltského moře. Společně s městy Sopoty a Gdaňsk je součástí tzv. Trojměstí. Gdyně je jedním z nejmladších polských měst. Jeho rozvoj souvisí s vybudováním Námořního přístavu Gdyně (Port morski Gdynia) v Gdaňském zálivu, kdy se po První světové válce stal nedaleký Gdaňsk stal svobodným městem a Polsko potřebovalo vybudovat svůj vlastní přístav.
Nachází se zde velitelství a hlavní základna polského válečného námořnictva. V gdyňském přístavu se nachází muzejní loď torpédoborec Błyskawica, jediná dochovaná polská válečná loď postavená před druhou světovou válkou. Sídlí zde také Námořní univerzita (Szkoła Morska). 
Žije zde přibližně 245 tisíc obyvatel.

## Historie
Na počátku 20. století byla Gdyně malou rybářskou vesnicí severozápadně od Gdaňsku se sotva tisícovkou obyvatel. Po první světové válce se blízký Gdaňsk stal svobodným městem a Polsko získalo právo využívat místní obchodní přístav. Gdyně byla k Polsku připojena v roce 1920. V době zatímco probíhala polsko-sovětská válka došlo ve Gdaňsku ke stávce německých dělníků, kteří odmítli vykládat válečný materiál určený pro Polsko. To zvýšilo snahu Polska zajistit si přístav zcela pod svou kontrolou, kde bude moc dopravovat i vojenský materiál. Versailleská smlouva zaručila Polsku na poloostrově Westerplatte malou základnu pro dopravu vojenského materiálu. Polsko ovšem nemohlo gdaňský přístav využít pro válečné námořnictvo a nechtělo se spoléhat pouze na malé Westerplatte. Proto bylo v roce 1921 rozhodnuto o vybudování nového přístavu v Gdyni. V druhé polovině roku 1923 bylo zprovozněno první molo a následujícího roku přístavem prošlo přes 2000 tun zboží. Finance na vybudování přístavu a města poskytla polská vláda, část byla financována z francouzské půjčky. Rozvoj budování přístavu byl následován rozvojem samotného města, zejména po roce 1928. Městská práva byla Gdyni udělena v roce 1926. V té době ve městě žilo okolo 12 tisíc obyvatel. Přístav byl dokončen v roce 1934.
Před druhou světovou válkou měla Gdyně téměř 130 tisíc obyvatel a byla největším a nejmodernějším přístavem v Baltském moři.
Gdyně byla jedním z dějišť protestů v roce 1970.

## Sport
- Arka Gdynia – fotbalový klub[4]

## Slavní rodáci
- Adam Darski (* 1977), polský hudebník, frontman black/deathmetalové kapely Behemoth[5]
- Anna Rybická (* 1977), bývalá polská sportovní šermířka, olympijská medailistka[6]
- Monika Pyreková (* 1980), bývalá polská atletka, vicemistryně Evropy, vicemistryně světa ve skoku o tyči[7]
- Stefan Liv (1980–2011), švédský hokejový brankář, zahynul při letecké něhodě v Jaroslavli[8]
- Anna Rogowská (* 1981), bývalá polská atletka, olympijská medailistka, mistryně světa a halová mistryně Evropy ve skoku o tyči[9]
- Klaudia Jansová-Ignaciková (* 1984), bývalá polská tenistka[10]

## Partnerská města
- Aalborg, Dánsko
- Baranavičy, Bělorusko
- Brooklyn, Spojené státy americké
- Chaj-kchou, Čína
- Kaliningrad, Rusko
- Karlskrona, Švédsko
- Kiel, Německo
- Klaipėda, Litva
- Kotka, Finsko
- Kristiansand, Norsko
- Kunda, Estonsko
- Liepāja, Lotyšsko
- Opálové pobřeží, Francie
- Plymouth, Spojené království
- Seattle, Spojené státy americké

## Fotogalerie

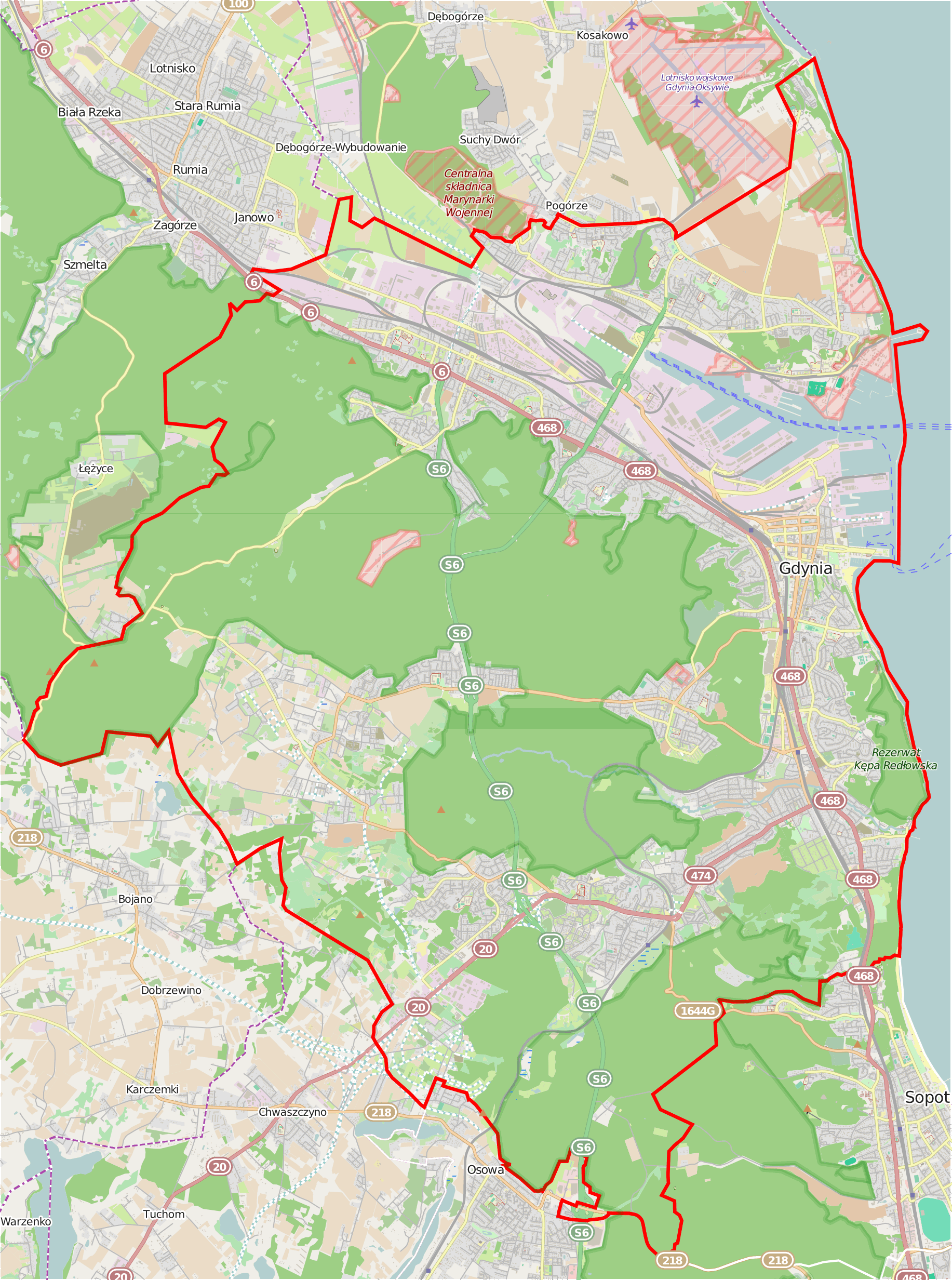
Geografie Gdyně
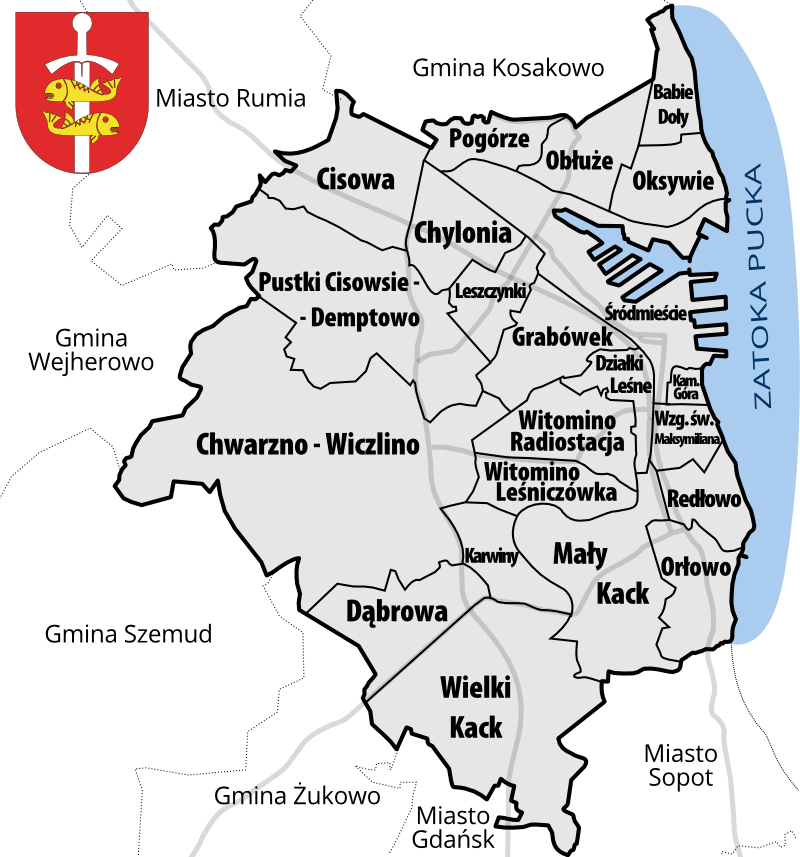
Administrativní členění města Gdyně z roku 2011 (22 částí)
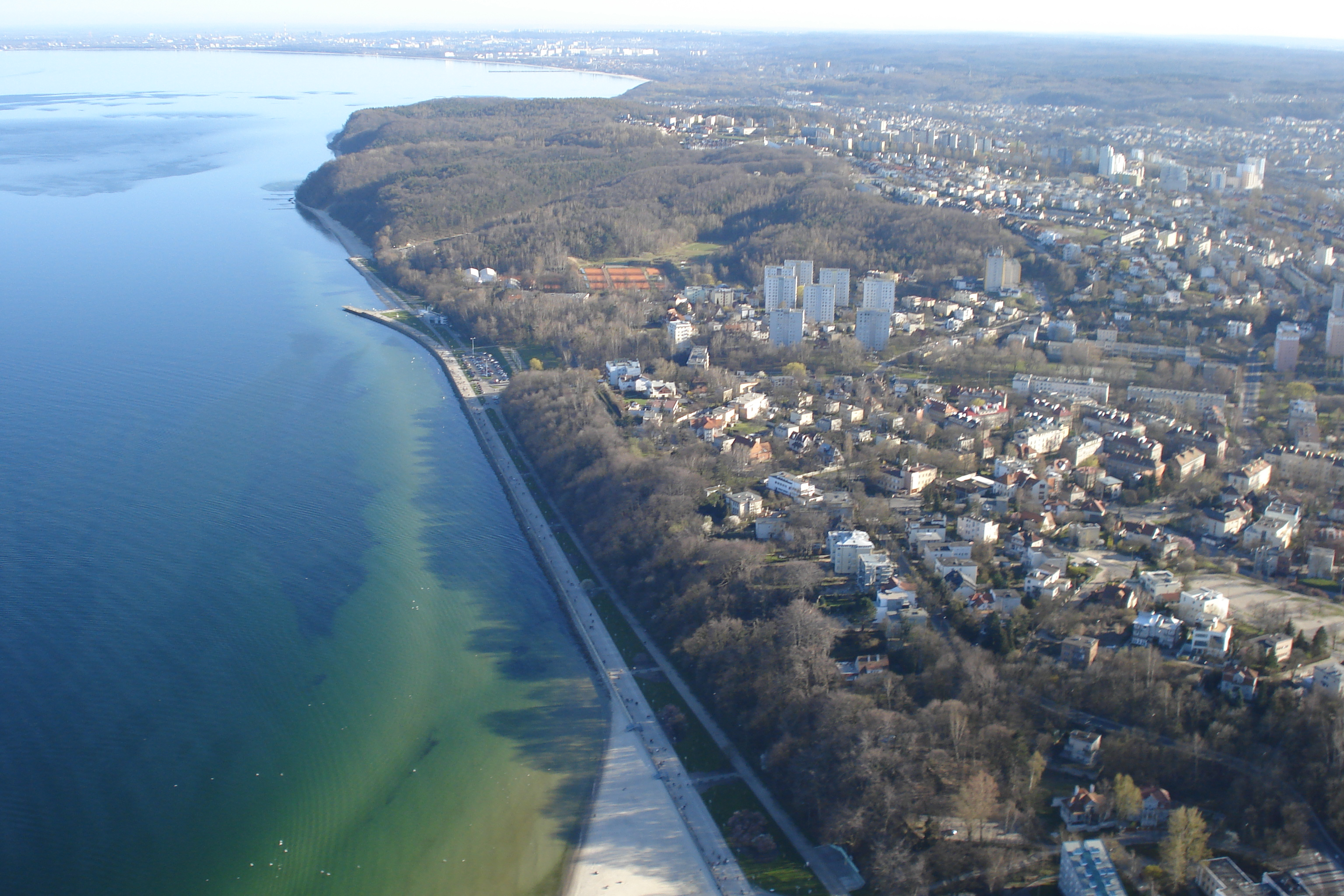
Gdyně z výšky, pobřeží
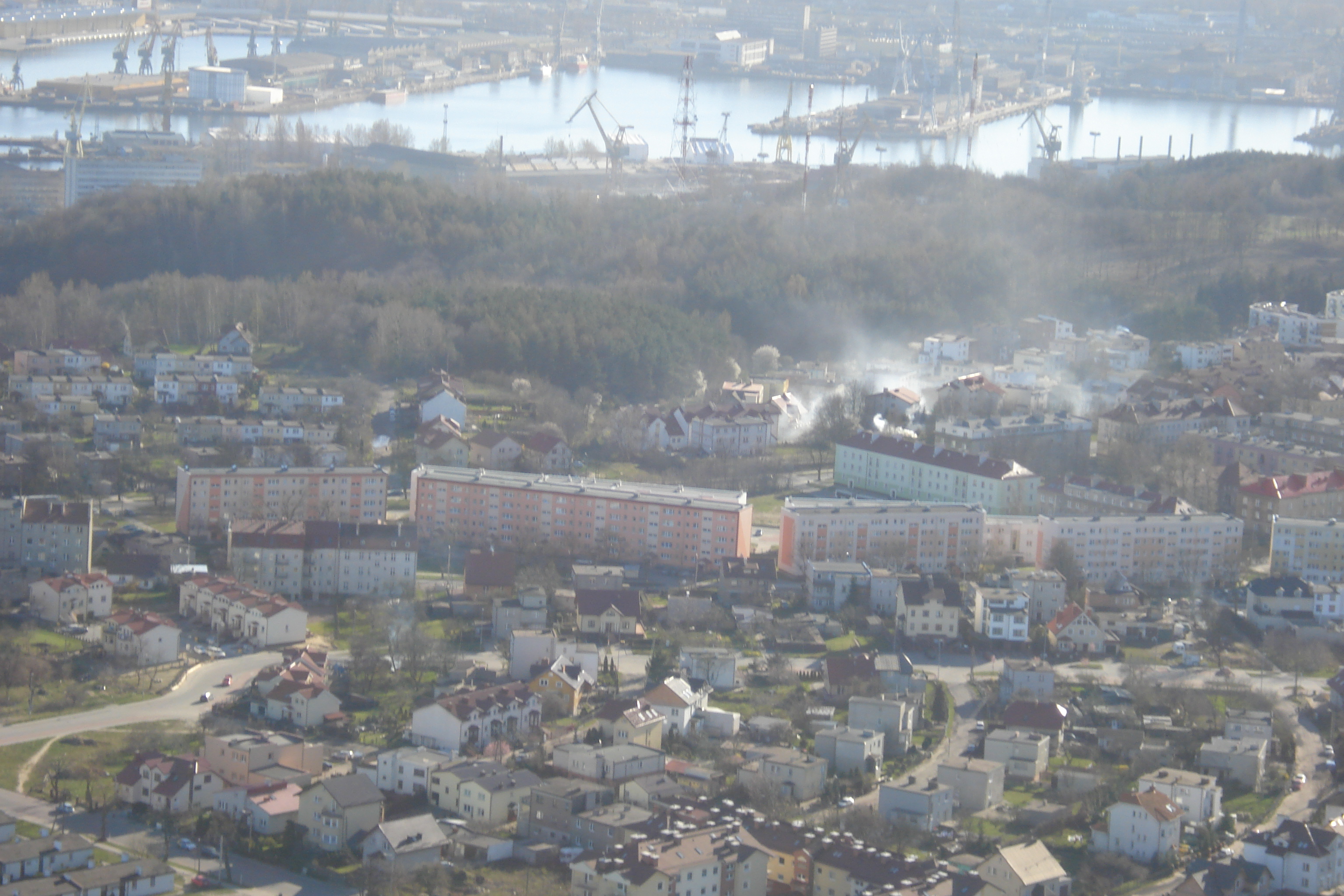
Gdyně z výšky, okolí pobřeží
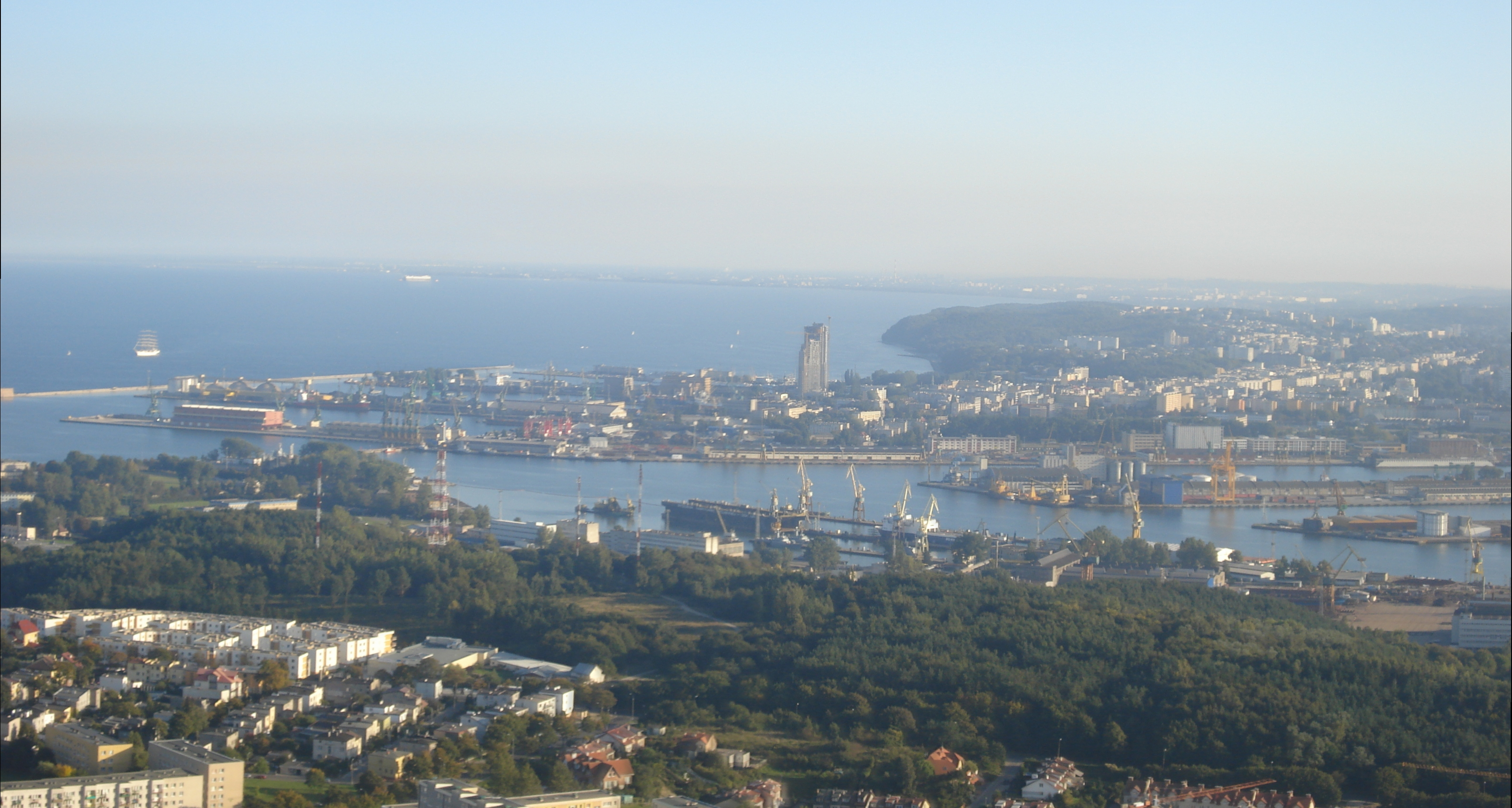
Gdyně z výšky
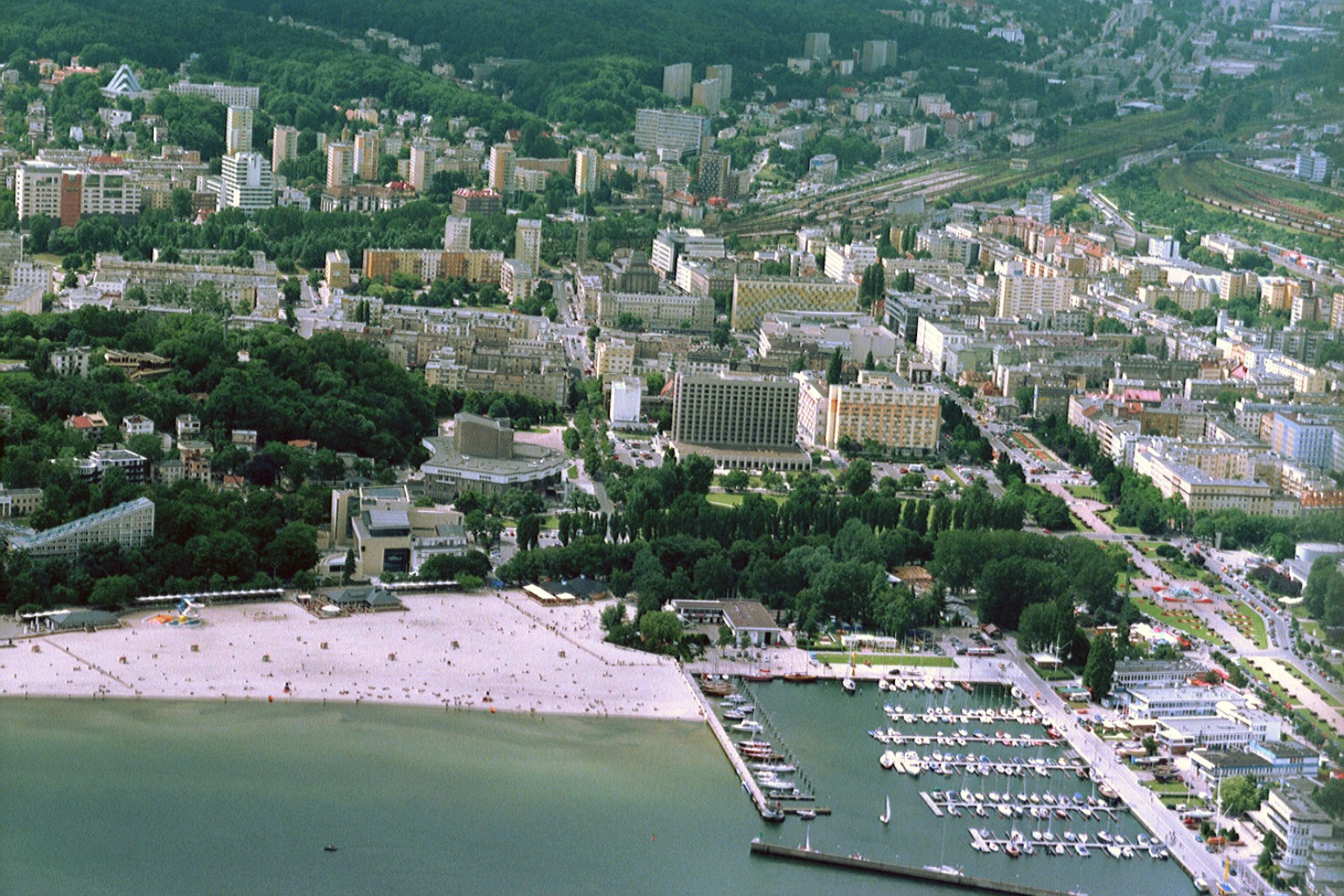
Gdyně, pláž a obytná čtvrť
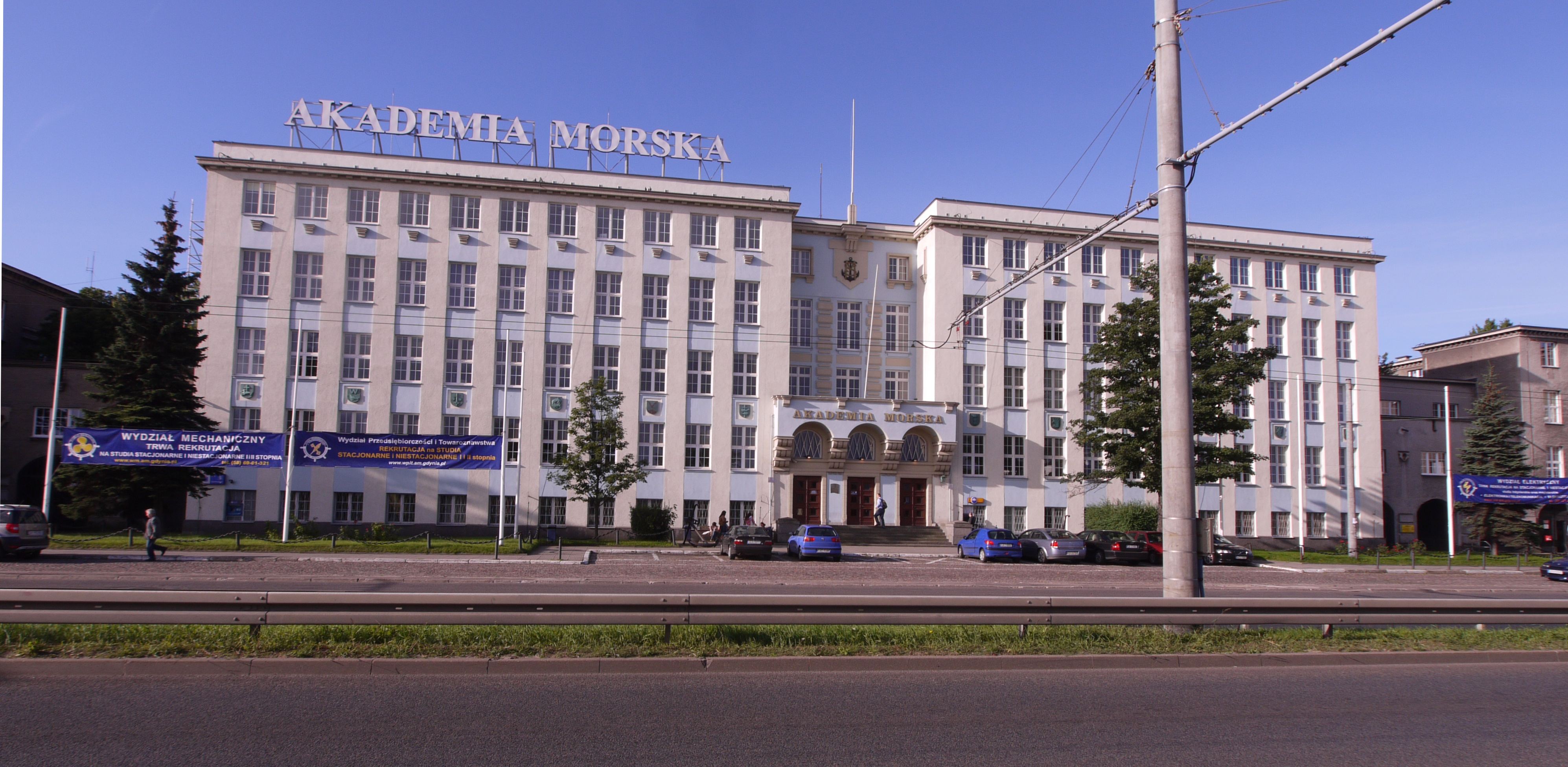
Akademia Morska v Gdyni při ul. Morska 81–87, vzdělávací instituce
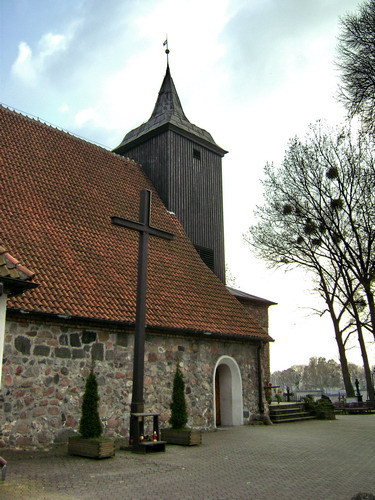
Kościół św. Michała Archanioła v Gdyni (Oksywie), založen roku 1224
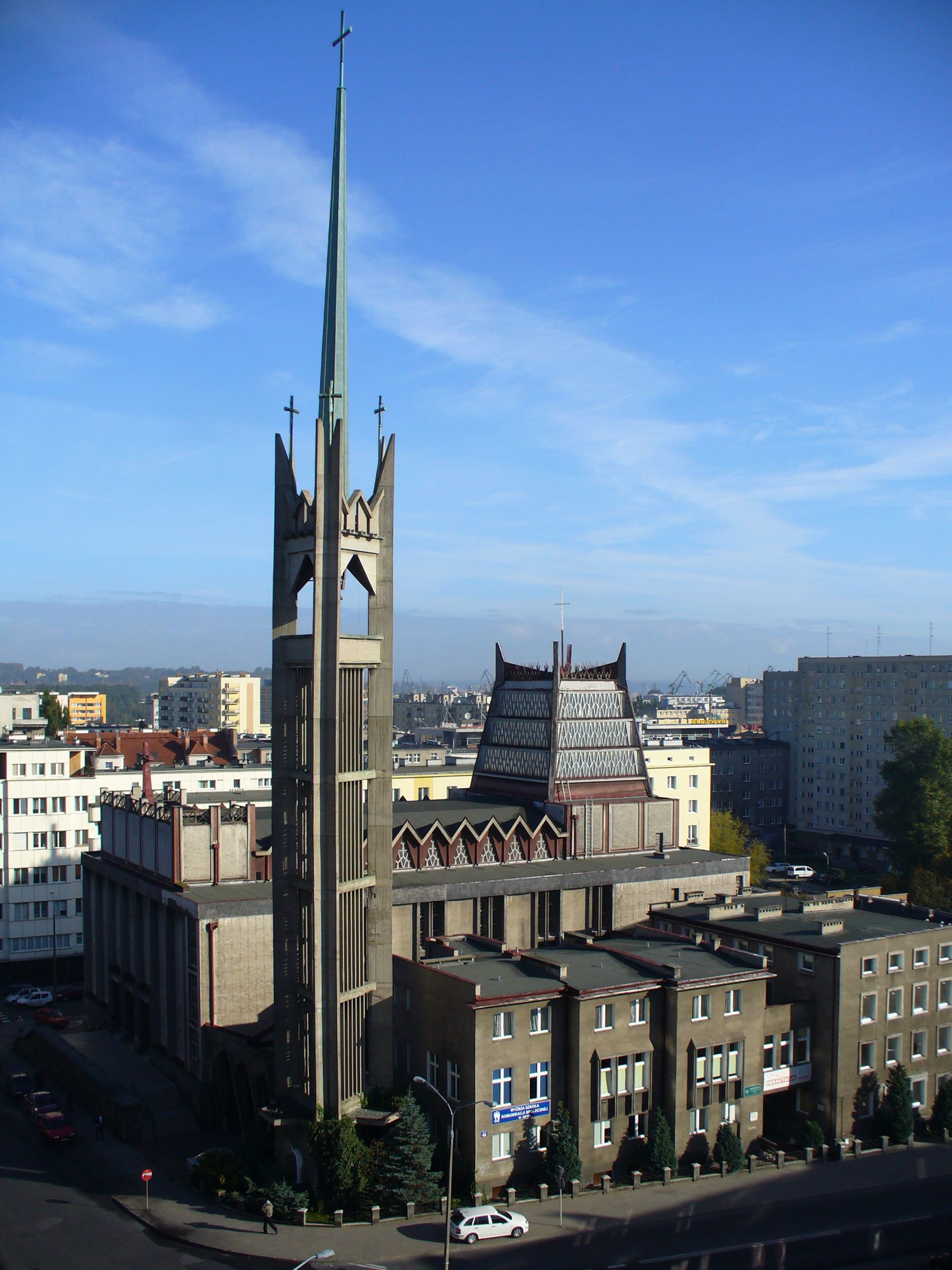
Římskokatolický farní kostel Nejsvětějšího Srdce Ježíšova (ul. Armii Krajowej 46, Gdyně)
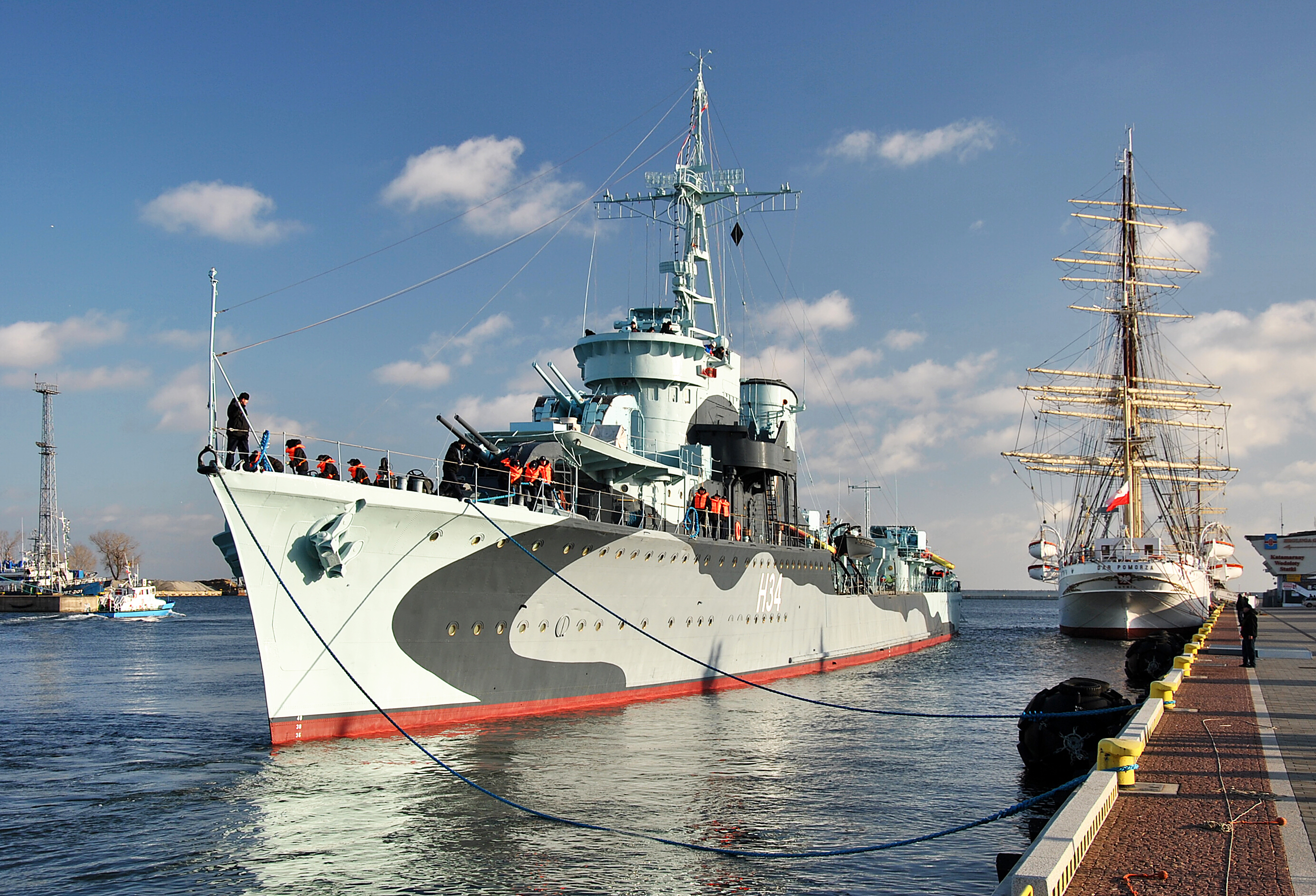
Torpédoborec ORP Błyskawica z roku 1937, nyní slouží jako plovoucí muzeum
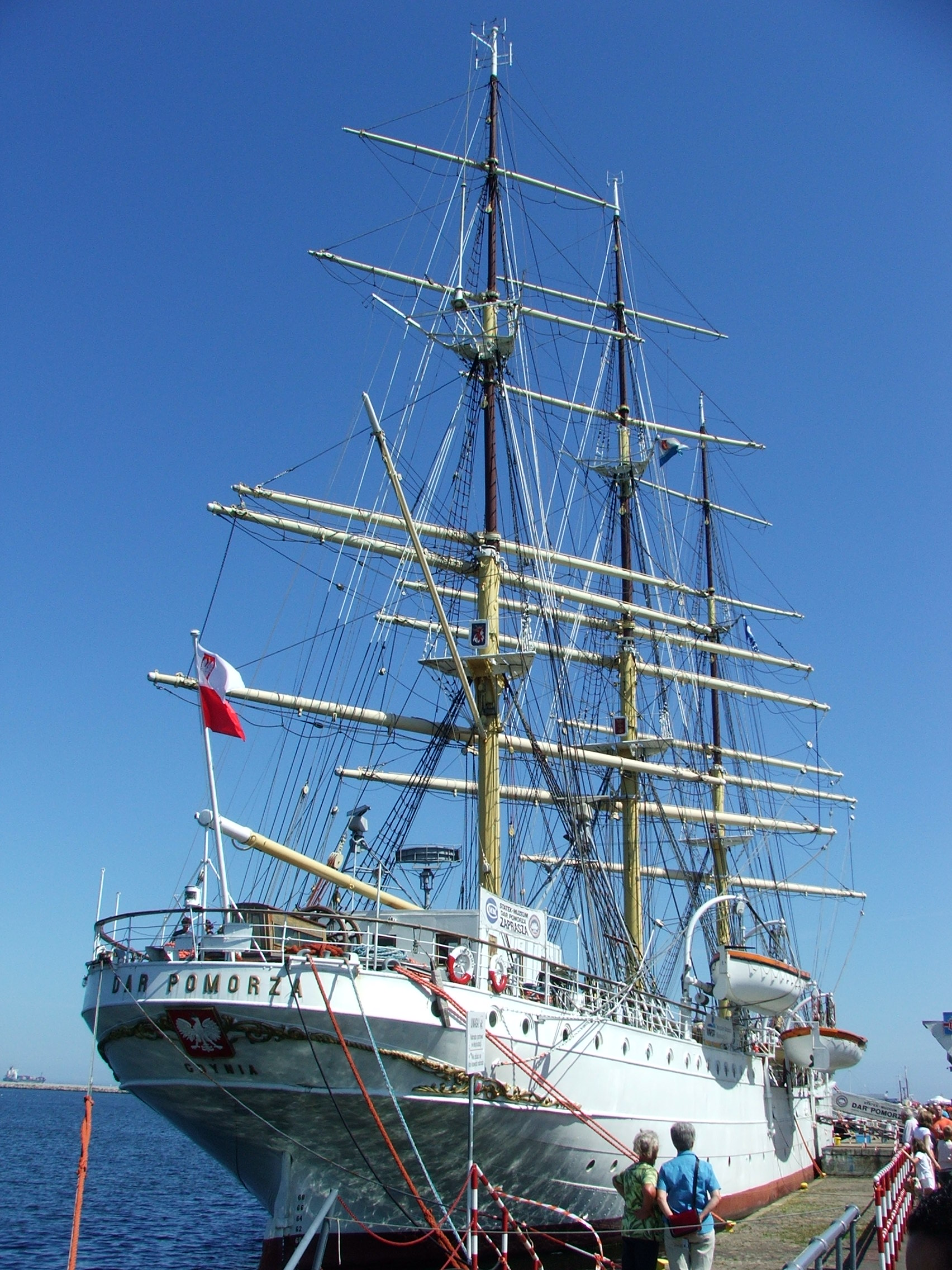
Školní plachetnice Dar Pomorza z roku 1909, nyní slouží jako plovoucí muzeum